# Göteborg Energi

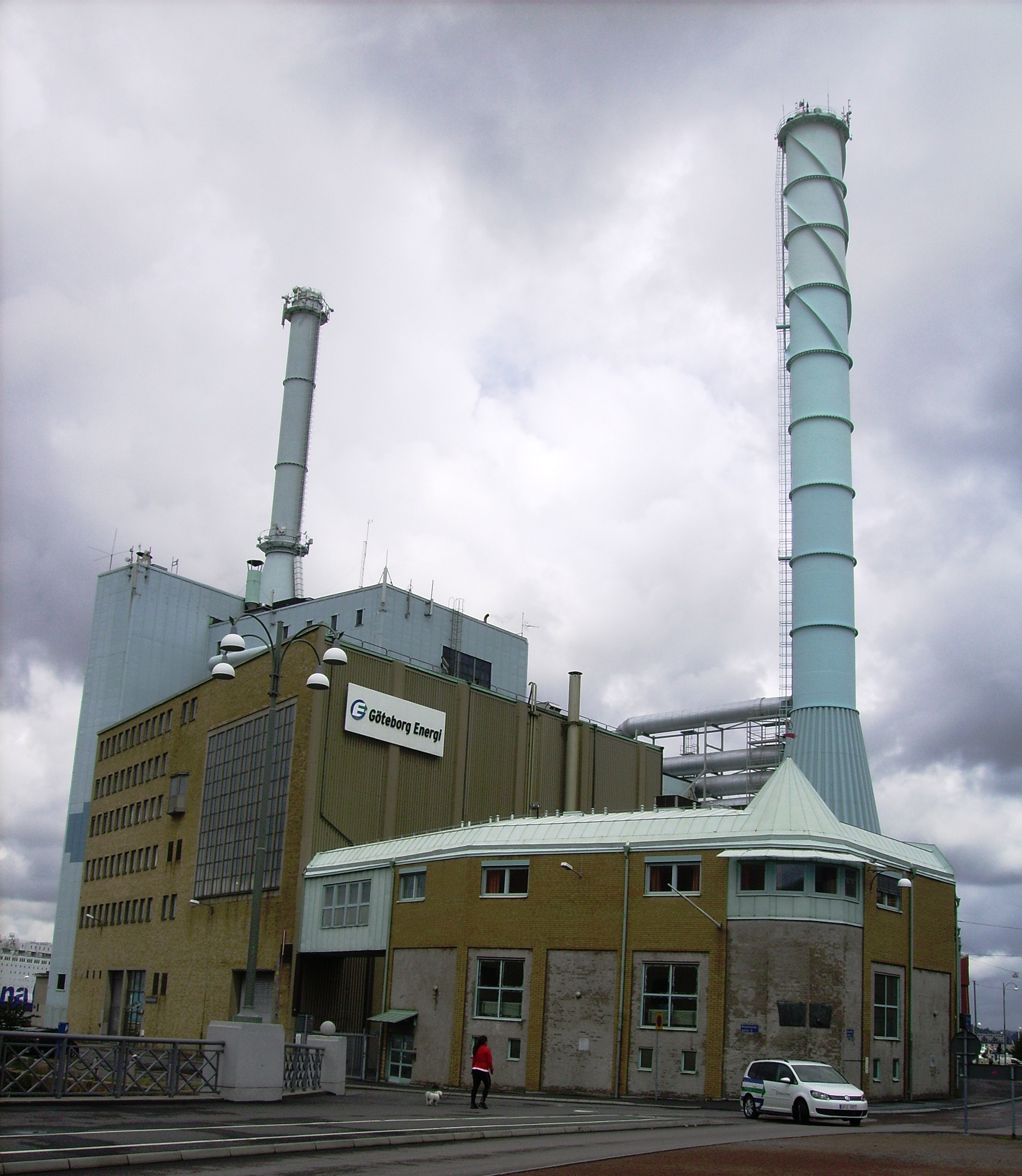
Rosenlundsverket, Inom Vallgraven, Göteborg.

Göteborg Energi är ett energibolag i Västsverige som säljer och distribuerar elektricitet, fjärrvärme, fjärrkyla, naturgas, bredband (via stadsnätoperatören GothNet) med mera. Bolaget är helägt av Göteborgs Stadshus AB, som ägs av Göteborgs kommun. Att företaget är kommunalt innebär att allt överskott som bolaget tjänar in återinvesteras i staden. År 2019 var denna andel 348 miljoner kronor.
Göteborg Energi är Sveriges största helägda kommunala energibolag.

## Historik
Göteborg Energis föregångare, The Gothenburg Gas Company, startade sin verksamhet år 1846 i Rosenlund där de konstruerade Skandinaviens första stadsgasverk. År 1888 blev dock The Gothenburg Gas Company införlivat i stadens verksamhet och Göteborgs Stads Gasverk bildas. 18 år senare, 1906, beslutar staden om att starta ett kommunalt elverk, vilket bildas 1908 under namnet Göteborgs Stads Elektricitetsverk. Företaget förses då med elektricitet från Trollhättans kraftverk (Statens Vattenfallsverk) .
Det skulle dröja några decennier innan staden fick tillgång till fjärrvärme via bolagets första kraftvärmeverk som stod färdigt år 1952 . Detta var ett av landets första verk av denna typ . År 1964 gjordes ett omtag och Göteborgs Gasverk, samt Elektricitetsverk förenades och blev Energiverken i Göteborg. Göteborg Energi fick sitt nuvarande namn först år 1990.
Under det sena 1980-talet började intresset för vindkraft att öka markant och Göteborg Energi var förhållandevis tidiga med att anamma denna teknik. En milstolpe i utvecklingen skedde då General Electric byggde Sveriges största vindkraftverk (4,1 MW) år 2012 i Göteborgs hamn med Göteborg Energi som kund.[källa behövs] Kraftverket, med det humoristiska namnet "Big Glenn" avvecklades dock år 2018 på grund av verkets flera tekniska problem, vilket påverkade lönsamheten. 2019 tecknade Göteborg Energi ett treårigt avtal (med möjlighet till förlängning) med Stena Renewable om att få sälja vidare produktion av ungefär 900 GWh om året.
År 2006 invigdes Rya Kraftvärmeverk på Hisingen i Göteborg. Verket, som ägs av Göteborg Energi, förser cirka 30 procent av Göteborgs elbehov, samt ungefär 35 procent av stadens fjärrvärme.
På senare år har bolaget investerat i transportsektorn, med målet om att göra denna mer hållbar. Exempelvis genom att sätta upp 520 nya publika laddplatser för elbilar runt om i staden . Göteborg Energi har även investerat i solenergi och byggt en solcellspark på Hisingen vid namn Nya Solevi. Bolaget kommer även att bygga ytterligare en solcellspark i stadsdelen Utby under år 2020 .

## Huvudkontoret på Gårda
Göteborg Energis huvudkontor vid Rantorget på Gårda var klart för inflyttning vid årsskiftet 1959/1960. Beslut om byggande fattades av styrelsen för el- och gasverken i slutet av 1956. Byggnaden ritades av Nils Einar Eriksson och Nils Andréasson. Byggnaden är 85 meter lång och sju våningar hög och kostade 7,65 miljoner kronor. I en andra omgång uppfördes verkstäder och förråd och den totala kostnaden uppskattades till 20 miljoner kronor. Inledningsvis användes fem av våningarna av elverket, medan de övriga våningarna disponerades av andra kommunala verk.

## Samarbeten

### Chalmers
Göteborg Energi har flera samarbete med Chalmers Tekniska Högskola under paraplyet "Hållbart boende i framtidens energisystem". Bland dessa finns projekt som handlar om intelligent elnät som bättre matchar tillgång och efterfråga på el, utveckling av stadens fjärrkyla genom större användningen av frikyla från Göta älv, samt undersökningar omkring framtidens elbehov och krav. 

### ElectriCity
Bolaget har samarbetat med Västtrafik, Volvo och Chalmers med flera i projektet ElectriCity som bland annat syftar till att införa allt fler elbussar i stadens kollektivtrafik. Just är linje 55 fullt driven av elbussar, samt delar av linje 16. Projektet jobbar också med utveckling och forskning inom framtidens kollektivtrafik. 

### HSB Living Lab
I projektet forskar HSB i samarbete med Göteborg Energi och andra partners  om hur man kan utveckla människors bostäder och göra dem mer hållbara. Detta görs genom att HSB konstruerat ett hus i fyra våningar som innehåller studentbostäder, "vanliga" lägenheter och utställningslokal, där folk bor och lever i en miljö som övervakas av sensorer som mäter deras levnadsvanor så som deras energianvändning. 

### CELSIUS
Göteborg Energi har tillsammans med Göteborg stad lett EU-projektet CELSIUS under projektperioden 2013-2017. Syftet med detta projekt har varit att skapa ett kunskapsutbyte om fördelarna med fjärrvärme- och kyla mellan olika europeiska städerna. Målet var att rekrytera 50 "CELSIUS"-städer fram till år slutet av projektperioden - år 2018 hade 68 städer rekryterats. Som en del av projektet har ett antal demonstrationsprojekt för ny användning av fjärrvärme skapats, var av tre finns i Göteborg. Ett av dessa var fjärrvärme till Danmarksfärjan Stena Danica, skapandet av korttidslager i byggnader med värmelager, samt fjärrvärmedrivna maskiner för tvättning och torkning i Gårdstensbostäders tvättstugor.

## Hållbarhet

### Klimat och miljö
Göteborg Energi största källa till fossila utsläpp från fjärrvärme kommer från bolagets anläggning Rya Kraftvärmeverk där naturgas förbränns. Bolaget själva menar dock att värmeverket skapar klimatnytta, då produktionen har lägre klimatpåverkan jämfört med anläggningar i stora delar av övriga Europa. Under år 2020 annonserade Göteborg Energi ett nytt samarbete med Siemens om att testa teknik som möjliggör drift med förnybara bränsle i Rya kraftvärmeverk .
I sin års- och hållbarhetsredovisning anger Göteborg Energi att under år 2018 kom 70% av bolagets fjärrvärmeleverans från återvunna källor .
Bolaget har skrivit under organisationen Fossilfritt Sveriges deklaration om att uppehålla Parisavtalet om se till att den globala uppvärmningen inte överskrider två grader . I bolagets klimatmål som de rapporterat till Fossilfritt Sverige står det att Göteborg Energi planerar att minska sin andel av fossila bränsle i fjärrvärmeproduktionen med 5,6% år 2017 och 6,2% 2019 (basår 2016). Bolaget angav även att de skulle genomföra energieffektiviseringsåtgärder som motsvarar 13,6 GWh mellan 2017 och 2019, samt att de skulle sätta upp 260 nya laddstolpar för elbilar under perioden 2017-2018 . I skrivande stund (år 2020) har bolaget satt upp totalt 520 nya publika laddplatser. År 2019 förde bolaget upp en "supersnabbladdare" som kan användas av eldrivna lastbilar och sopbilar .  
Tänk:Om stipendiet för hållbara idéer delas ut årligen av Göteborg Energi och har bland annat gett stöd till innovativa projekt inom transportsektorn, energilösningar och sociala projekt . Stipendiet har delats ut sedan 2009.  

### Socialt ansvar
Bolaget har bland annat arbetat med ett projekt i samarbete med Universeum vid namn "Framtida transporter", som syftar att intressera och inspirera elever i årskurs 7 och 8 för ämnena hållbar teknik och miljö. Förutom ett finansiellt bidrag till en tävling som projektet engagerar eleverna med bidrar bolaget med att erbjuda studiebesök samt deltar i workshops . 
Vad gäller bolagets övriga initiativ för ungdomar kan Energikicken nämnas - en kostnadsfri fotbollsturnering för ungdomar runtom Göteborg. Denna turnering arrangeras i samarbete med IFK Göteborg . Bolaget sponsrar även Minivarvet, en del av Göteborgsvarvet . 
Ett annat projekt som Göteborg Energi har arbetat med har varit belysning av gångtunnlar runt om i staden, vilket kom upp på agendan efter ett medborgarförslag. Dessa fyra tunnlar, vilka ligger i Tynnered, Biskopsgården, Angered samt intill Göteborg Energis huvudkontor vid Ullevigatan i Göteborg, syftade till att göra platserna ljusare och tryggare.